# Tim Mastnak
Tim Mastnak né le 31 janvier 1991 à Celje est un snowbordeur slovène.

## Palmarès

### Jeux olympiques
- Pékin 2022 :  Médaille d'argent en slalom géant parallèle.

### Championnats du monde
- Park City 2019 :  Médaille d'argent en slalom géant parallèle.

### Coupe du monde
- 1 petit globe de cristal :
  - Vainqueur du classement slalom géant parallèle en 2019.
- 11 podiums dont 4 victoires.

#### Détails des victoires
| Épreuve / Édition | Slalom parallèle | Slalom géant parallèle |
| ----------------- | ---------------- | ---------------------- |
| 2017-2018         |                  | Scuol                  |
| 2018-2019         |                  | Carezza Pékin          |
| 2024-2025         |                  | Yanqing                |